# Barbus mirabilis
Barbus mirabilis är en fiskart som beskrevs av Pappenheim, 1914. Barbus mirabilis ingår i släktet Barbus och familjen karpfiskar. IUCN kategoriserar arten globalt som otillräckligt studerad. Inga underarter finns listade.